# Algezares

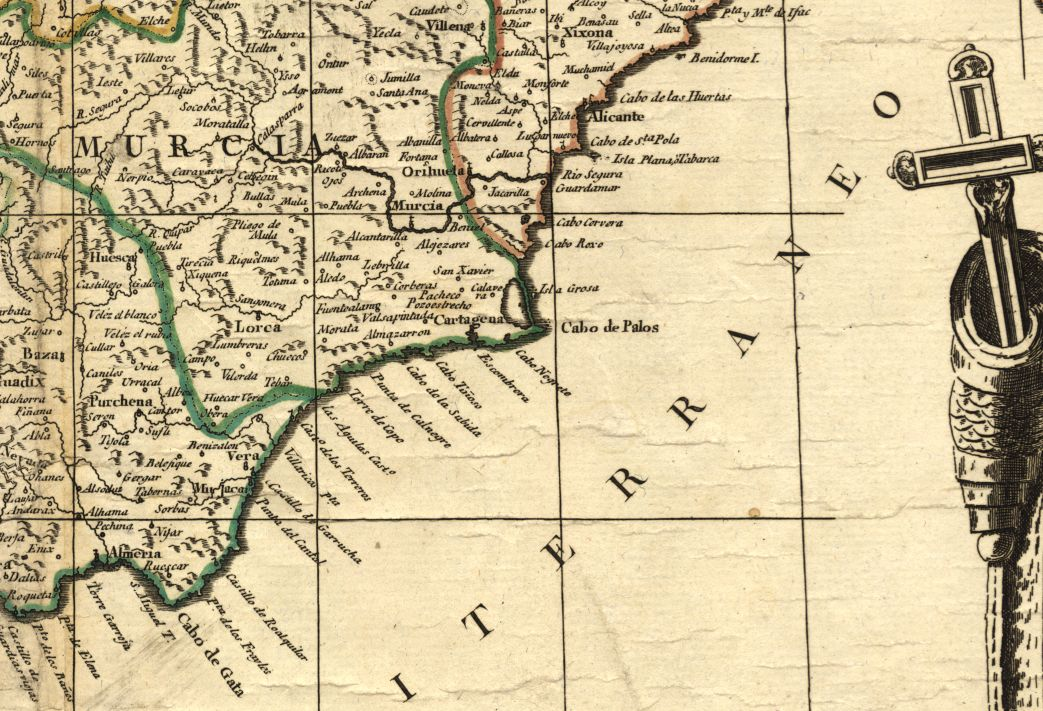
Mapa del Reino de Murcia en 1795

Algezares es una pedanía perteneciente al municipio de Murcia, en la Región de Murcia (España). 

## Geografía física

### Ubicación
Situada en el área sub-comarcal denominada Cordillera Sur, concretamente a las faldas de la sierra de la Cresta del Gallo.  Se encuentra a 5 km de Murcia.
Tiene una extensión de 24,74 km².
Limita con las pedanías murcianas de:
- al norte: San Benito y Los Garres y Lages
- al este: Beniaján y Cañadas de San Pedro
- al oeste: Santo Ángel
- al sur: Baños y Mendigo y Gea y Truyols.

## Historia
Hacia finales del siglo XVI Algezar, Alxezar o Algezares contaba ya con unas cien familias, alcanzando en 1713 la consideración de Lugar de Realengo con Alcalde Pedáneo. En 1744 la población fue de unos 1800 habitantes. En 1768, según el Censo del Conde de Aranda, Algezares era una de las 133 parroquias de la diócesis de Cartagena, dependiendo administrativamente de ella los partidos del Raiguero, La Fuensanta, Los Farres y Los Lages.
Durante la época del Trienio Liberal, esta pedanía consiguió Ayuntamiento propio. Volvió a pertenecer al municipio de Murcia a los años y volvió a tener ayuntamiento propio en el siglo XIX. Comenzó en octubre de 1836 y concluyó en 1849. En junio de 1847 Murcia le arrebató para su término los 1.150 habitantes de Los Lages y Los Garres con sus consiguientes ingresos.

## Demografía
Cuenta con una población de 5 574 habitantes (INE 2019)
| 2000  | 2001  | 2002  | 2003  | 2004  | 2005  | 2006  | 2007  | 2008  | 2009  | 2010  | 2011  |
| ----- | ----- | ----- | ----- | ----- | ----- | ----- | ----- | ----- | ----- | ----- | ----- |
| 4.451 | 4.473 | 4.490 | 4.594 | 4.644 | 4.731 | 4.814 | 4.945 | 5.088 | 5.232 | 5.247 | 5.283 |

## Cultura

### Patrimonio
Se conservan restos arqueológicos de un Palacio Episcopal de época romana del siglo III después de Cristo y una basílica paleocristiana del siglo IV d. de C. en la zona llamada Llano del Olivar, ahora a las afueras del núcleo urbano actual. Recientemente el descubrimiento de los restos de un palacio en las proximidades de la basílica ha reabierto el debate sobre si podría encontrarse allí la mítica Ello. 
Debido a sus condiciones naturales la localidad es lugar habitual para la práctica de la escalada y las excursiones por la zona. Tres son los accesos principales a la sierra de la Cresta del Gallo, entre los que se encuentra la ruta de Algezares, siguiendo la carretera de subida al santuario de la Virgen de la Fuensanta.
El edificio más representativo de la villa es su iglesia parroquial del siglo XVI, de estilos renacentista y barroco, que conserva en su interior un artesonado mudéjar, de los pocos que aún se conservan en toda la Región de Murcia, y en buen estado de conservación, y rica decoración pictórica de los siglos XVI, XVII y XVIII. 
Otros de los edificios son sus dos ermitas, la de San Roque del siglo XVIII y la ermita del Calvario del siglo XVIII (aproximadamente).
Restos de acequias árabes, restos de instalaciones mineras que hasta principios de este siglo extraían el yeso de las vetas que aún se pueden observar en el monte cercano. Su nombre viene del árabe Al-yesar, que hace referencia precisamente a este mineral, que desde tiempos inmemoriales se ha venido extrayendo en esta localidad.

### Lugares de interés

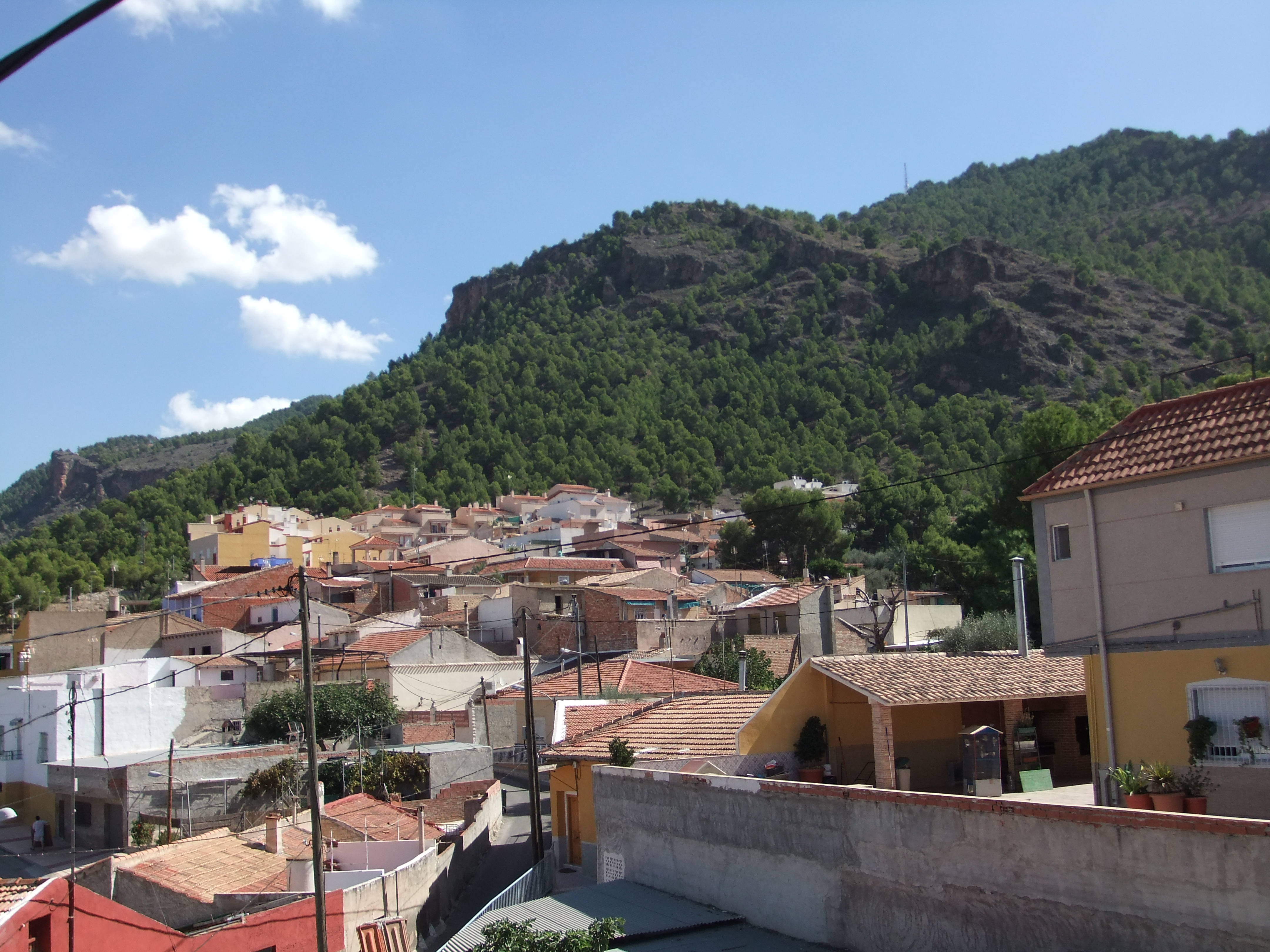
Vista del Barrio de la Cruz, al fondo la Sierra de la Cresta del Gallo

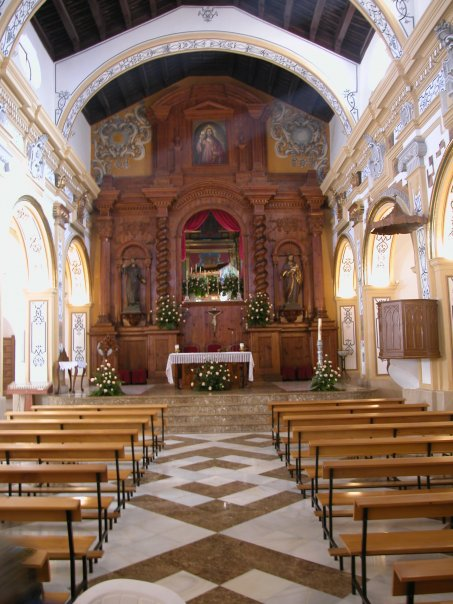
Interior Iglesia Parroquial de Nuestra Señora de Loreto, artesonado mudéjar siglo XVI, pinturas barrocas siglo XVIII.

- Santuario de Nuestra Señora de La Fuensanta, patrona de Murcia, de los siglos XVI al XVIII.

## Personajes destacados
- Diego Saavedra Fajardo, escritor y diplomático. Nacido en el siglo XVI. Está enterrado en la catedral de Murcia. La calle principal del pueblo lleva su nombre.
- Isidoro Saura Martínez, fraile franciscano, misionero en China, filósofo y autor de libros y revistas en lengua china.

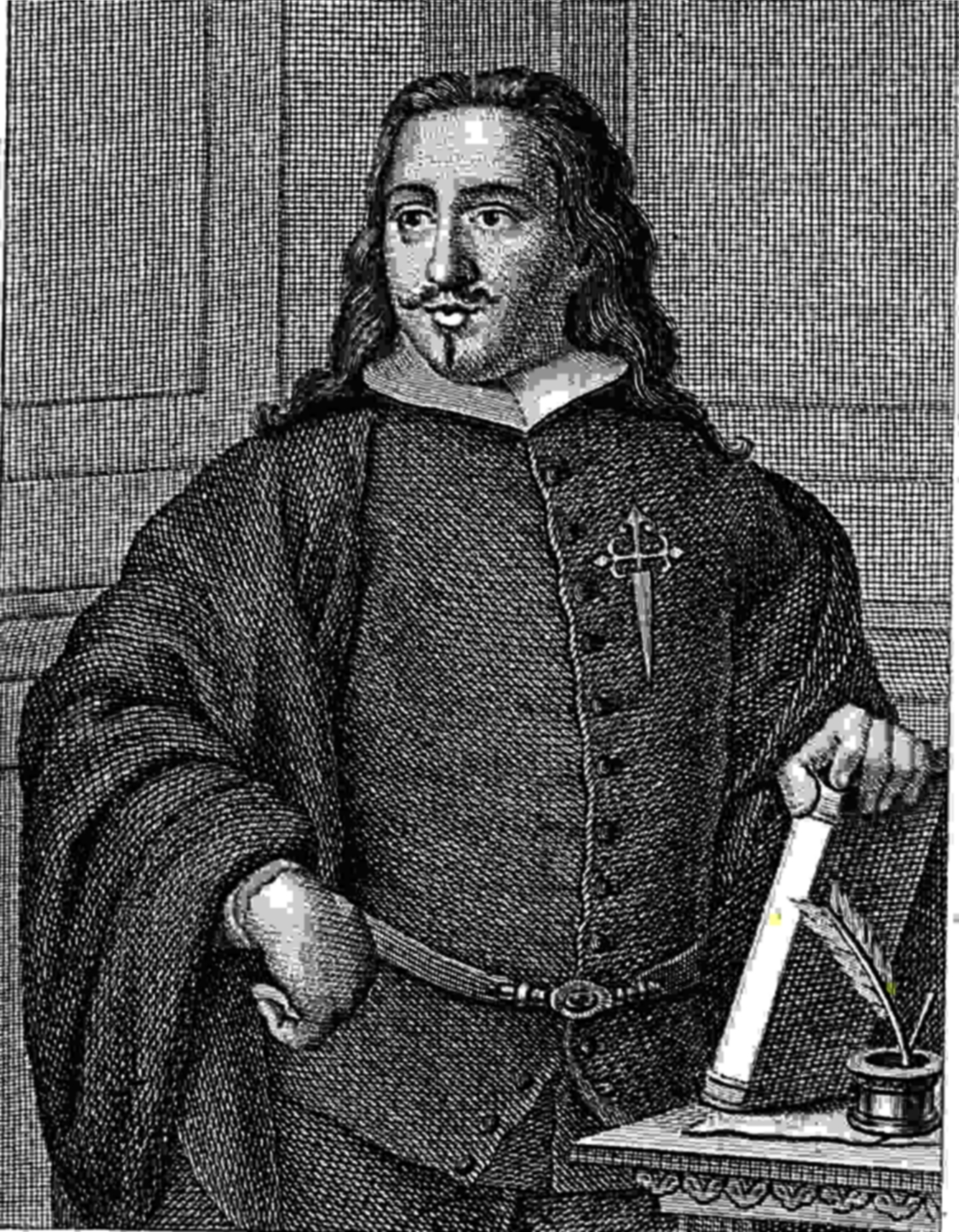
Diego Saavedra Fajardo.
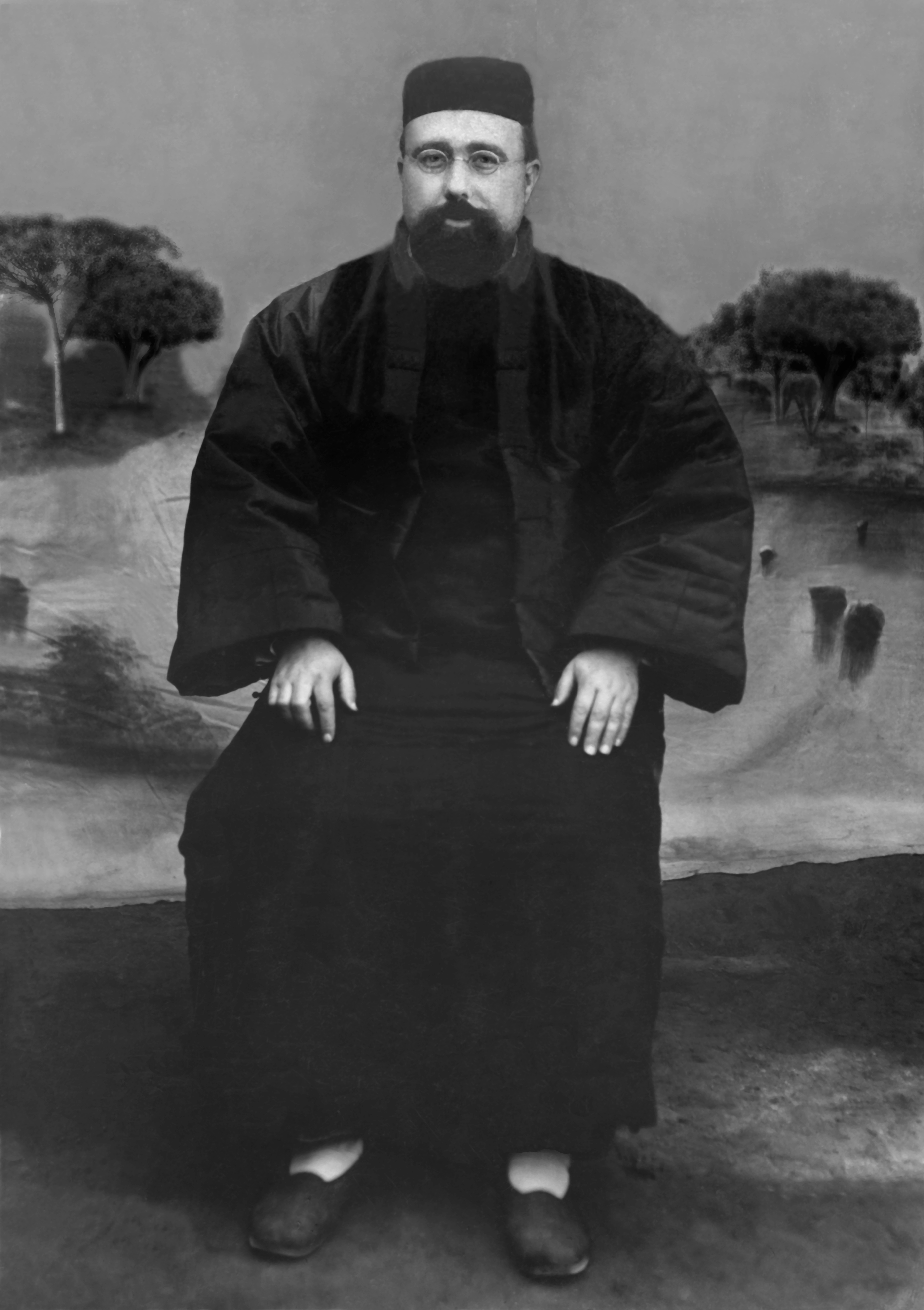
Isidoro Saura Martínez